# シャンペン・スーパーノヴァ
「シャンペン・スーパーノヴァ」（原題：Champagne Supernova）は、1996年にオアシスが発表したシングル。オーストラリア・フランス・ニュージーランドのみで一般発売され、アメリカのラジオ局向けにプロモーション盤が制作された。

## 概要
ノエル・ギャラガーの作詞・作曲。アルバム『モーニング・グローリー』からのシングル。5分8秒に編集したラジオ・エディット・バージョンと、イントロにSEの被らないアルバム・バージョンを収録している。オーストラリア盤のみ『オアシス』から「スライド・アウェイ」を追加収録。
オーストラリアのシングルチャートでは26位、アメリカのビルボード・ホット100・エアプレイチャートで20位、ビルボード・オルタナティヴチャートでは1位を記録。
またエピフォンからは、リビエラをベースにこの曲の名から取られた、ノエルのシグネチャーモデル「Supernova」が発売された。

## 収録曲
- 1996 single (US: Epic ESK 7719, SME 11-003393-17, France: Helter Skelter SAMP 3393)
  1. シャンペン・スーパーノヴァ - Champagne Supernova (Radio Edit) - 5:08
  2. シャンペン・スーパーノヴァ - Champagne Supernova (Album Version) - 7:28

- 1996 CD Maxi (Australia: SME 663344 1)
  1. シャンペン・スーパーノヴァ - Champagne Supernova (Radio Edit) - 5:08
  2. シャンペン・スーパーノヴァ - Champagne Supernova (Album Version) - 7:31
  3. スライド・アウェイ - Slide Away - 6:29

## チャート
| チャート (1996年)                       | 最高位 |
| --------------------------------------- | ------ |
| オーストラリア (ARIA)                   | 26     |
| カナダ トップシングルス (RPM)           | 11     |
| カナダ アダルト・コンテンポラリー (RPM) | 46     |
| カナダ ロック/オルタナティヴ (RPM)      | 1      |
| ニュージーランド (Recorded Music NZ)    | 16     |
| US Radio Songs (Billboard)              | 20     |
| US Adult Alternative Songs (Billboard)  | 13     |
| US Adult Top 40 (Billboard)             | 33     |
| US Alternative Airplay (Billboard)      | 1      |
| US Mainstream Rock (Billboard)          | 8      |
| US Pop Airplay (Billboard)              | 10     |

| チャート (1996年)                  | 順位 |
| ---------------------------------- | ---- |
| カナダ (RPM)                       | 83   |
| カナダ ロック/アルタナティヴ (RPM) | 18   |